# シンデレ少女と孤独な死神
『シンデレ少女と孤独な死神』（シンデレしょうじょとこどくなしにがみ）は、ストーリー・構成新木場ユキ、作画加藤よし江による日本の漫画作品。スクウェア・エニックスのウェブコミック配信サイト『ガンガンONLINE』2011年9月22日更新分から毎月最終木曜日更新で連載。スクウェア・エニックス毎週新連載プロジェクト16（2ndシーズン）第10弾作品。2013年3月28日に20話が更新されたが構成の新木場ユキの急病のため無期限の休載となった。2015年6月17日に新木場が死去し、単行本は3巻で完結となる。

## あらすじ
黄泉がえり伝説でパワースポットとして人気の神社、そして平和以外には何もない小さな島、羽々根島に住む中学生、若苗彰。
島の外に憧れる彼女のクラスに、西神松枝郎という転入生がやってくる。
「僕と親しくなった人間は必ず死ぬ」と言い放ち、自らを死神と称する転校生・西神の真意とは？

## 登場人物
若苗 彰（わかなえ あきら）
中学2年生。何もない島での生活に飽き飽きし、高校生になったら島を出ることを望んでいた。
男勝りで友達思いな、しっかり者の性格。父親が警察官ということもあってか、正義感が強く行動的。
ふとした事故で崖から転落して死んでしまい、伝説通りに黄泉がえる。
以降、何度死んでも黄泉がえる不死の体になるものの、島の外に出ると魂が砕け散るため、島の外に出られなくなってしまった。
はじめて死亡した時、西神の本心を思いがけず聞いてしまい、彼の唯一の理解者となる（聞いていたことを西神は知らない）。
不死になって以来死に癖がついてしまい、事件に遭遇すると結構な頻度で死ぬ。
料理が得意。好きなタイプは阿部寛。
西神 松枝郎（にしがみ まつしろう）
中学2年生。島へやってきた医者の叔父と共に生活している。彰のクラスへ転入してきた。
卓越した記憶力と鋭い観察力をもっており、島で起こる事件の探偵役となる。学力も高く、全国テストで一位を取ったこともある秀才。
過去親しくなった人間を4人亡くしており、自分と親しくなった人間は死ぬと思い込んでいる。
これ以上親しい人間が死ねば、心が持たないと感じているため、わざと嫌われるような言動をとったり、不利な噂を助長するようなこともある。
くじ引きでクラス委員になり、彰と過ごすうち、彰に好意を抱くように。彼女が死なないように避けていたが、不死と分かってからは、普通に接している。
ただしそれでも陰気で捻くれ者であることに変わりはなく、素直にはなれない。その割に自分が「嫌い」といわれると傷つく、めんどくさい男。
体は貧弱で腕っぷしはない。「小学生よりはるかに弱い」と自負するほど。
趣味は読書。
西神 九郎（にしがみ くろう）
西神の叔父で羽々根島初めての医者。「明るくて社交的で若くてイケメン」（彰談）。
西神の初心な言動をからかっては楽しんでいる模様。
西神と同じく本好きなようで、第五話扉絵で、「Destrudo」というタイトルの本を読んでいる。
比良坂 桃果（ひらさか とうか）

比良坂 樹（ひらさか いつき）
桃果の弟。
鎧塚 美智彦（よろいづか みちひこ）
生徒会長。
りん
彰のクラスメイト。
淀川（よどがわ）
島の住人。映画好きの少年。
平（たいら）
島の公民館の職員。

## 単行本
- 2012年4月21日発売 ISBN 978-4-7575-3565-7
- 2012年12月22日発売 ISBN 978-4-7575-3820-7
- 2015年9月24日発売（電子書籍版のみ）